# Lithops gracilidelineata
Lithops gracilidelineata är en isörtsväxtart. Lithops gracilidelineata ingår i släktet Lithops och familjen isörtsväxter.

## Underarter
Arten delas in i följande underarter:
- L. g. brandbergensis
- L. g. gracilidelineata

## Bildgalleri

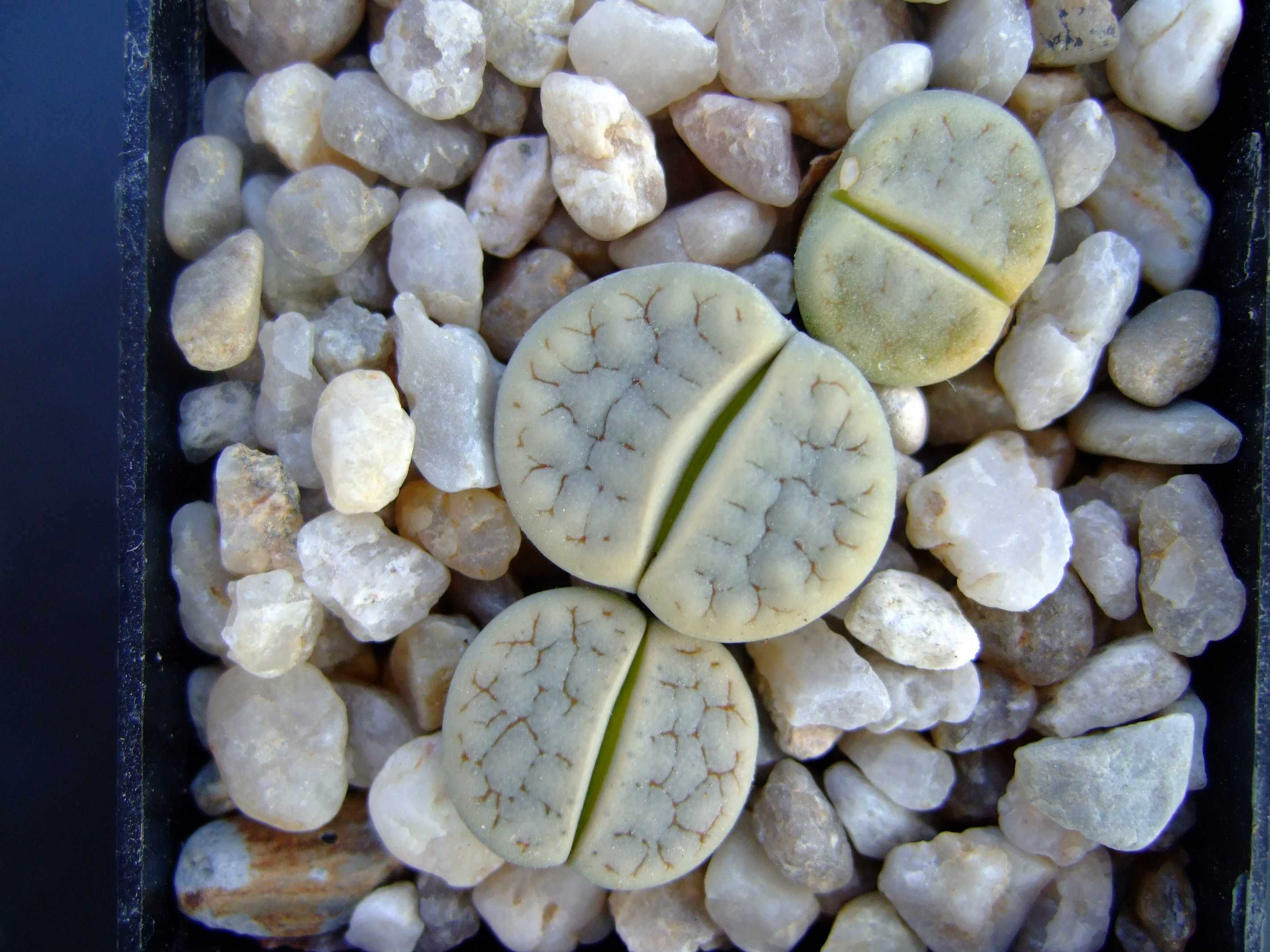